# Kenny Moreno
Kenny Moreno Pino (Turbo, 6 gennaio 1979) è una pallavolista colombiana.
Gioca nel ruolo di opposto.

## Carriera
La carriera di Kenny Moreno inizia in Colombia, dove prende parte dal 1992 alle competizioni regionali. Nel 1998 viene ingaggiata dal Leites Nestlé Jundiaí nel campionato brasiliano. Nelle due stagioni successive gioca nel campionato argentino per il Catamarca Voley, con cui ottiene anche un secondo posto nel 2000.
Nel 2001 si trasferisce per motivi di studio negli Stati Uniti d'America, dove gioca per il Columbia Missouri, con cui vince la NAIA Division I, venendo anche eletta Most Valuable Player. Nella stagione 2002-03 debutta nella Serie A2 italiana con il Volley Club Padova; le tre stagioni successive gioca in Serie A1 nel Volley 2002 Forlì. Nel 2005 gioca per la prima volta nella nazionale colombiana, vincendo la medaglia di bronzo ai XV Giochi Bolivariani.
Dal 2006 al 2008 gioca nel campionato giapponese per le JT Marvelous. Nella stagione 2008-09 torna nella Serie A2 italiana per giocare con l'Aprilia Volley, con cui conquista la promozione in Serie A1. Dal 2009 al 2011 gioca nella V-League sudcoreana per lo Hyundai Hillstate, con cui disputa due volte la finale di campionato, vincendo la seconda.
Nella stagione 2011-12 torna in Italia per giocare nel Parma Volley Girls, ma a metà campionato si trasferisce all'İqtisadçı Voleybol Klubu nella Superliqa azera per il finale di stagione.
Nella stagione 2012-13, viene ingaggiata dal Robursport Volley Pesaro per sostituire Serena Ortolani, costretta a rinunciare a partecipare al campionato a seguito di una gravidanza; mentre nella stagione successiva passa al Bursa BB, squadra della Voleybol 1. Ligi turca.
Dopo un periodo di inattività, nel 2015 approda per l'ultima gara stagionale al Guangdong, per aiutare il club impegnato nel challenge match a centrare la permanenza in Volleyball League A, senza tuttavia riuscire nell'intento. Nel campionato 2015-16 difende invece i colori della neopromossa Pallavolo Cisterna 88, in Serie A2; con la nazionale partecipa alla Coppa panamericana 2016, venendo premiata come miglior realizzatrice del torneo.
Nella stagione 2016-17 torna nella massima serie del campionato italiano, ingaggiata dalla Pallavolo Scandicci, venendo poi svincolata a campionato in corso.

## Palmarès

### Club
- NAIA Division I: 1

2001
- Campionato sudcoreano: 1

2010-11

### Nazionale (competizioni minori)
- Giochi Bolivariani 2005

### Premi individuali
- 2001 - NAIA Division I: MVP
- 2010 - V-League: MVP della regular season
- 2016 - Coppa panamericana: Miglior realizzatrice